# Eufrazja
Eufrazja – imię żeńskie pochodzenia greckiego, złożone z eu, 'dobrze' i phrasis, 'wysławianie się, wymowa'. Imię to znaczy zatem "elokwentna, wymowna, pięknie wypowiadająca się". Martyrologia wymieniają pięć świętych o tym imieniu.
Męskim odpowiednikiem jest Eufrazjusz.
Eufrazja imieniny obchodzi 18 maja.
Znane osoby noszące imię Eufrazja:
- św. Eufrazja z Tebaidy (ur. ok. 380) – mniszka
- św. Eufrazja Eluvathingal (1877–1952) – hinduska zakonnica znana jako Eufrazja od Najświętszego Serca Jezusa
- Euphrasie Kandeke – burundyjska polityczka; pierwsza kobieta na ministerialnym stanowisku w Burundi.

Zobacz też:
- Eufrozyna